# کولیپینو
کولیپینو (به ایتالیایی: Collepino) یک منطقهٔ مسکونی در ایتالیا است که در اسپلو واقع شده‌است. کولیپینو ۶۰۰ متر بالاتر از سطح دریا واقع شده‌است.